# Slesvigland
Slesvigland  war eine zweisprachige Zeitschrift für Kultur und Geschichte des deutsch-dänischen Grenzgebietes, die in den Jahren 1980 bis 2010 erschien.

## Zielsetzung
Der dänische Textilindustrielle Traugott Möller (Møller) [1904–1991] aus Sonderburg, Sohn des ehemaligen Flensburger Bürgermeisters Jacob Clausen Möller, gründete diese Zeitschrift und finanzierte sie aus dem Zinsertrag seiner T. M.-Stiftung (T. M.-Fonden). Er selbst schreibt 1980 in Heft 6:
Ich bin weder parteipolitisch noch organisations-politisch engagiert. Darin bin ich meinem Vater ähnlich. Nach dem Zweiten Weltkrieg wurde er auf Grund seiner Haltung, seiner menschlichen Eigenschaften und seiner administrativen Fähigkeiten Oberbürgermeister in Flensburg. Er war kein Politiker, aber er war dänisch. […] Es darf nicht vergessen werden,daß dänische Könige dazu beigetragen haben, SCHLESWIG deutschsprachig zu machen, aber persönlich meine ich, daß alle Schleswiger sowohl dänisch als auch deutsch verstehen und am liebsten auch sprechen sollten.
Er verweist dann auf den Leitartikel im ersten Heft, in dem es heißt:
SLESVIGLAND hat nicht das Ziel gegen jemanden oder etwas zu sein – jedenfalls nur gegen die Geschichts- oder andere Verfälschung und wirklichkeitsverzerrende Propaganda – sondern nur für Schleswig und die Schleswiger.

## Verbreitung
Die Zeitschrift erschien in einer Auflage von 210.000 Exemplaren und wurde als kostenlose Postwurfsendung an alle Haushalte Südschleswigs verteilt. Als „Südschleswig“ oder kurz „Schleswig“ definierte man dänischer Tradition gemäß das Gebiet zwischen dem Fluss Eider und der dänischen Grenze. Obwohl alle Artikel auch in dänischer Sprache gedruckt wurden, erstreckte sich die Verteilung nicht auf das Gebiet nördlich der Grenze.
Bis zur Umstellung auf den Vertrieb im Internet wurden insgesamt 124 Hefte verteilt. Außerdem erschien im Juni 1989 eine Sondernummer zum Thema Klöppel-Fest in Tondern.

## Kontroversen
- Die Rezeption dieser Zeitschrift reicht von Begeisterung[3] bis zur Ablehnung.[4]
- Die Artikel über Brauchtum, Kunst, Architektur und die historischen Bilder wurden überwiegend positiv aufgenommen, während den Schilderungen historischer Ereignisse Einseitigkeit vorgeworfen wurde. Schon sehr früh argwöhnten deutsche Zeitungen einen Versuch der Grenzrevision von dänischer Seite.[5]
- Aus dem Deutschen Grenzverein kam 1985 eine ablehnende Stimme.[6]
- Der dänische Historiker Troels Fink, ehemaliger dänischer Generalkonsul in Flensburg, der anfänglich Artikel für diese Zeitschrift verfasste, distanzierte sich von „Slesvigland“.[7]
- Der Abgeordnete der dänischen Minderheit (SSW), Karl Otto Meyer, formulierte im Schleswig-Holsteinischen Landtag eine vorsichtige Distanz zu „Slesvigland“.[8]
- Auch von dänischer Seite artikulierte sich Befremden über „Slesvigland“ wegen der Forderung nach einer größeren Unabhängigkeit in Schleswig.[9]
- Der Vorsitzende des Schleswig-Holsteinischen Heimatbundes (SHHB), Werner Schmidt, mahnte an, nicht nur die Verfolgung von Dänen nach ihrer Niederlage von 1864 zu thematisieren, sondern auch die vorhergehende Unterdrückung von Deutschen nach deren Niederlage 1850,[10] was die Zeitung Flensborg Avis drei Tage später quittierte mit: Bravo – Slesvigland. Godt brølt, løve! (Gut gebrüllt, Löwe!).[11]
- Der dänische Historiker Mogens Rostgaard Nissen beschreibt im Südschleswigschen Jahrbuch 2016 die ausführliche Geschichte der Zeitschrift SLESVIGLAND und der beteiligten Personen und kommt zu folgender Zusammenfassung: Die hintergründigen Interessen werden analysiert, ebenso die Schwierigkeiten, die mit dem Projekt verbunden waren. Der wohlhabende Traugott Møller stand hinter diesem Projekt, er wollte damit die südschleswigsche Bevölkerung auf die dänische Vergangenheit dieses Bereichs aufmerksam machen. Langsichtig war es sein Ziel zur Trennung von Schleswig und Holstein beizutragen. Von deutscher Seite stieß das Projekt Slesvigland auf heftige Kritik.[12]
- Eine dänische Rezension von Nissens Geschichte der Zeitschrift SLESVIGLAND beurteilt wie folgt [übersetzt]: Eigentlich freute sich der Unterzeichner, als er sah, dass an diesem tollen Magazin etwas dran war, das jeder kennt, der sich mit der Geschichte Nord- und Südschleswigs beschäftigt. Plötzlich konnte man es im Netz nicht mehr finden. Es war so einfach, bevor Sie es einfach ausdrucken konnten. Der Artikel erwähnt dazu nichts. Aber es ist offensichtlich etwas, auf das Sie über die Dänische Zentralbibliothek zugreifen können. Diese Geschichte befasst sich nur mit dem Beginn des Projekts. Und das war ein schwieriger Anfang. Im Zeitraum 1980 - 2010 wurde die Zeitschrift Slesvigland an alle Haushalte in Südschleswig verschickt. Hinter dem Projekt stand der reiche Mann Traugott Møller. Sein langfristiges Ziel war eine Trennung zwischen Schleswig und Holstein. Von deutscher Seite stieß Slesvigland auf heftige Kritik. Es wurde jedes Mal in 200.000 Exemplaren veröffentlicht. Doch am Ende war der Boden bei Traugott Møllers Spardose angekommen. Ja, es war der Mann hinter der Textilfabrik Møller & Co in Sønderborg. An dieser Zeitschrift waren viele südschleswigsche Persönlichkeiten beteiligt, die Bekannte aus der Padborger Boghandel-Zeit unter Vertrag nahmen. Es gab viele und mächtige Schwerthiebe, bevor das Projekt in Gang kam. Jedes Mal, wenn es eine neue Ausgabe von Slesvigland gab, gab es Kritik. Erst in den 1990er Jahren verstummte die Kritik. Slesvigland wurde nie das Propagandamagazin, vor dem die deutsche Seite warnte. Der Zweck auf dänischer Seite bestand darin, die dänische Identität zu fördern. Die Ambitionen von Traugott Møller waren wohl zu scharf. Es war sehr schwierig mit ihm zu arbeiten. Zuerst zog sich die SSF zurück. Da SSW und Flensburg Avis. Auch Troels Fink und HP Clausen verschwanden. Siegfried Matlok und Der Nordschleswiger warnten vor einer dänischen Kulturoffensive in Südschleswig. Aber das Magazin Slesvigland selbst enthielt ein Meer von fantastischen Artikeln aus Nord- und Südschleswig.[13]

## Auflagen
- 1980: 8 Hefte im Format 28 cm
- 1981: 8 Hefte im Format 23 cm wie alle folgenden
- 1982: 10 Hefte
- 1983–1986: 8 Hefte
- 1987–1992: 6 Hefte
- 1993–1996: 4 Hefte
- 1997–2003: 2 Hefte
- 2004–2008: 4 Ausgaben im Internet
- 2009: 3 Ausgaben im Internet
- 2010: 1 Ausgabe im Internet